# Blåvingad sandgräshoppa
Blåvingad sandgräshoppa (Oedipoda caerulecens) är en insektsart som först beskrevs av Carl von Linné 1758.  Blåvingad sandgräshoppa ingår i släktet Oedipoda, och familjen gräshoppor. Arten förekommer tillfälligt i Sverige, men reproducerar sig inte.

## Underarter
Arten delas in i följande underarter:
- O. c. caerulescens
- O. c. armoricana
- O. c. nigrothoracica
- O. c. sulfurescens
- O. c. sardeti